# Филатов, Константин Владимирович
Константин Владимирович Фила́тов (1926—2006) — советский и украинский живописец.

## Биография
Родился 9 марта 1926 года в Киеве. Окончил в 1955 году Одесское художественное училище имени М. Б. Грекова, где учился у Н. Тодорова, Л. Мучника, Н. Кордонского и др). В 1970—1974 годах его преподаватель. Член СХУ.

## Награды и премии
- Государственная премия УССР имени Т. Г. Шевченко (1972) — за картины «В. И. Ленин», «Красная площадь».
- заслуженный художник УССР (1974)

## Произведения
- «Докеры» (1960)
- «Пересыпь. Одесса» (1963)
- «Тарас Шевченко в ссылке» (1964)
- «Красная площадь» (1965)
- «В. И. Ленин» (1970)
- «Год 1941-й» (1974—1975)
- «Одесса-порт» (1980)
- «Судоремонтники» (1979—1980)
- «Т. Шевченко. На милой Украине» (1990)
- серия пейзажей «Буг. Пороги» (1993)
- «Мой город» (1991—1995),
- «Оперный театр» (1993—1994).